# Parastenocaris stellae
Parastenocaris stellae is een eenoogkreeftjessoort uit de familie van de Parastenocarididae. De wetenschappelijke naam van de soort is voor het eerst geldig gepubliceerd in 1981 door Cottarelli, Saporito & Puccetti.